# نیکونوف (آستراخان)
نیکونوف (به لاتین: Nikonov) یک منطقهٔ مسکونی در روسیه است که در بخش آختوبینسکی واقع شده‌است.